# الهيئة العامة للاستعلامات (مصر)
الهيئة العامة للاستعلامات هي هيئة حكومية مصرية تتبع رئيس الجمهورية وتضطلع بدورها «كجهاز الإعلام الرسمي والعلاقات العامة للدولة» حتى نقل تبعيتها لتكون خاضعة مباشرةً لرئاسة الجمهورية بقرار من الرئيس الأسبق محمد مرسي صدر يوم 6 سبتمبر 2012.
ومنذ إنشائها عام 1954 قامت الهيئة العامة للاستعلامات بأدوار عديدة على الصعيدين الداخلي والخارجي لشرح سياسة الدولة في المجالات المختلفة السياسية والاقتصادية والاجتماعية والثقافية، ومواقفها إزاء مختلف القضايا.
للهيئة مقر يقع في ضاحية مدينة نصر بالعاصمة القاهرة، إضافة إلى مراكز الإعلام الداخلي التي تتبعها في جميع محافظات مصر ويعمل بالهيئة عدد كبير من الإعلاميين والفنيين والإداريين المدربين على استخدام تقنيات الاتصال والإعلام الحديثة في أداء مهامهم.

## المهمات الأساسية
في الوقت الراهن، تقوم الهيئة بعدد من المهمات الأساسية منها:
- توفير التسهيلات للصحفيين والمراسلين الأجانب في مصر لأداء عملهم على أفضل مستوى ممكن لنقل صورة حقيقية عما يجري في مصر إلى العالم.
- تقديم صورة مصر إلى الرأي العام العالمي ونقل الحقائق عنها إلى وسائل الإعلام في مختلف أنحاء العالم وذلك عبر مكاتب الإعلام الملحقة بالسفارات المصرية في العديد من العواصم والمدن الكبرى.
- توفير مصدر للمعلومات الدقيقة والصحيحة والحديثة عن مصر في مختلف المجالات كالتاريخ والحقائق الأساسية والنظام السياسي والسياسة الخارجية والثقافية والمجتمع والفنون والاقتصاد والسياحة وغيرها، وذلك عبر موقع الهيئة على شبكة الإنترنت باللغتين العربية والإنجليزية لتكون متاحة لكل من يحتاج إليها في كل مكان من العالم، كما يتم إصدار مطبوعات عن هذه الموضوعات باللغات المختلفة.
- تقوم الهيئة العامة للاستعلامات أيضا بدور مهم في التثقيف السياسي والتوعية الاجتماعية للمواطنين وشرح السياسات الوطنية لهم والمساهمة في التوعية بالقضايا والمشكلات الوطنية (مثل قضية زيادة السكان وقضايا البيئة) وكذلك بالقضايا المحلية والبيئية في المناطق الريفية والنائية في أنحاء مصر من خلال مراكز النيل للإعلام ومراكز الإعلام الداخلي.
- كما توفر الهيئة مركز معلومات يتابع الإعلام الدولي ويوفر معلومة صحيحة ودقيقة عن صورة مصر في الإعلام العالمي للمهتمين والمعنيين بذلك في أجهزة الدولة ووسائل الإعلام.
- أنشاء ضياء رشوان رئيس الهيئة الحالي وحدة متخصصة لحقوق الإنسان بالهيئة العامة للاستعلامات في شهر أكتوبر من عام 2018. الوحدة مكونة من مجموعة من الخبراء الحقوقيين والباحثين والمترجمين الشباب. لدي الوحدة مهام عدة من بينها اعداد تقارير شهرية عن التغطية الإعلامية الاجنبية لملف حقوق الإنسان في مصر واعداد أبحاث عن موضوعات حقوق الإنسان في مصر والمنطقة والتعاطي حول مسائل حقوق الإنسان في مصر مع المؤسسات الصحفية والإعلامية الاجنبية والكيانات الحقوقية الدولية غير الحكومية كما تقوم الوحدة بتخطيط وتنفيذ حملات توعوية بالتعاون مع قطاعات الهيئة الأخرى لنشر ثقافة حقوق الإنسان في المجتمع المصري وتوفر الوحدة أيضا المشورة للسيد رئيس الهيئة حول المسائل المتعلقة بحقوق الإنسان.[3][4]

## الجهات التابعة
- مراكز النيل للإعلام
- مراكز استطلاع الرأي العام الداخلي والخارجي

## رؤساء الهيئة
- صلاح سالم (1954 - 1955)[5]
- علي زين العابدين (1955 - 1956)[5]
- محمد عبد القادر حاتم (1956 - 1958)[5]
- سعد عفرة (1958 - 1961)[5]
- يحيى عبد القادر (1961 - 1965)[5]
- أمين هويدي (1965 - 1966)[5]
- حمدي حافظ (1966 - 1967)[5]
- عصمت عبد المجيد (1967 - 1968)[5]
- محمد حسن الزيات (1968 - 1970)[5]
- محمد يحيى عويس (1971 - 1974)[5]
- مرسي سعد الدين (1975 - 1979)[5]
- صفوت الشريف (1979 - 1980)[5]
- الشافعي عبد الحميد (1980 - 1981)[5]
- محمد حقى (1981 - 1983)[5]
- ممدوح البلتاجي (1983 - 1993)[5]
- نبيل عثمان (1994 - 2003)[5]
- طه عبد العليم (2003 - 2004)[5]
- ناصر كامل (2005 - 2006)[5]
- إسماعيل خيرت (2006 - 2012)[5]
- محمد بدر زايد (2012 - 2013)[5]
- أمجد عبد الغفار (2013 - 2013)[5][6]
- صلاح الدين عبد الصادق (2013 - 2017)[5][7]
- ضياء رشوان (2017 - حتى الآن)[8]

## وصلات خارجية
- الموقع الرسمي للهيئة.